# Felix Strategier
Felix Strategier (Utrecht, 20 september 1950 – Amsterdam, 17 maart 2020) was een Nederlandse acteur en theatermaker.

## Loopbaan
Strategier was zoon van de componist Herman Strategier (1912-1988) en Maria Dominica (Riet) Flipse. 
Hij kreeg al snel een opleiding aan de HBS en aan het Conservatorium van Utrecht; hij ging (als vervolg op blokfluitlessen) dwarsfluit, saxofoon, piano en accordeon. Hij startte samen met Stef van den Eijnden in 1979 het straattheaterensemble "De Gebroeders Flint". Een van de theaters waarin zij speelden was het Theater Vinkenhof, latere naam De Roode Bioscoop. In 1993 wonnen ze de VSCD-Mimeprijs. Hij was vanaf 2000 artistiek leider van de Amsterdamse Theatergroep Flint, de nieuwe naam van De Gebroeders Flint. In aanvulling daarop gaf hij meer experimentele theatervoorstellingen met bijvoorbeeld Maarten van Roozendaal en levensgezel Fran Waller Zeper.  
Hij is bij een groter publiek vooral bekend door zijn rol als de vader van Pietje Bell in de door Maria Peters geregisseerde jeugdfilms Pietje Bell (2002) en Pietje Bell 2: De Jacht op de Tsarenkroon (2003). In 2011 was hij te zien in een aflevering van 't Spaanse Schaep.
Sinds 2013 was Strategier kankerpatiënt; een ziekte die langzaam hem zou slopen. In het jaar van zijn overlijden was hij nog begonnen aan de repetities en try-outs voor het programma Poëzie is mijn adem, met werk van Remco Campert; Strategier was poëzieliefhebber. Hij kon het echter niet meer naar het toneel brengen.  
Felix Strategier overleed op 17 maart 2020 op 69-jarige leeftijd aan de gevolgen van die kanker. Zijn geliefde Ierland kwam naar voren op zijn sterfdag, Saint Patrick's Day. Zijn overlijdensadvertentie vermeldde onder andere
Ik heb van haar tot haar genoten van dit leven.
 en
Rebellerende revolutionaire verwarring zaaiende kunstenaar.
Hij werd begraven op Begraafplaats Sint Barbara.

## Film en televisie
- De Gezusters Kokkel (1991) - Miep Kokkel
- Pietje Bell (2002) - Vader Pietje Bell
- Pietje Bell 2: De Jacht op de Tsarenkroon (2003) - Vader Pietje Bell
- Coach (2009) - Leraar autotechniek
- Shouf Shouf! (2009)
- 't Spaanse Schaep (2011) - Jan